# Skógar
Skógar ([ˈskouː.ar̥]ⓘ lit. bosques) es una pequeña villa islandesa ubicada al sur del glaciar Eyjafjallajökull, en la municipalidad de Rangárþing Eystra.
El área de Skógar es conocida por su cascada Skógafoss, en el río Skógá, que salta desde lo alto de un acantilado erosionado de 60 metros. En la villa hay un museo folclórico, Skógasafn, que abre todos los días durante todo el año, así como un museo con exhibiciones relacionadas con el transporte en Islandia.
Cerca a la villa se encuentra la catarata Kvernufoss, y en el Skógá, río arriba, se pueden encontrar más cascadas espectaculares. Mientras se recorre el pequeño bosque que se encuentra detrás de la vieja escuela del pueblo, es posible acceder a algunas ruinas de granjas antiguas.

## Galería

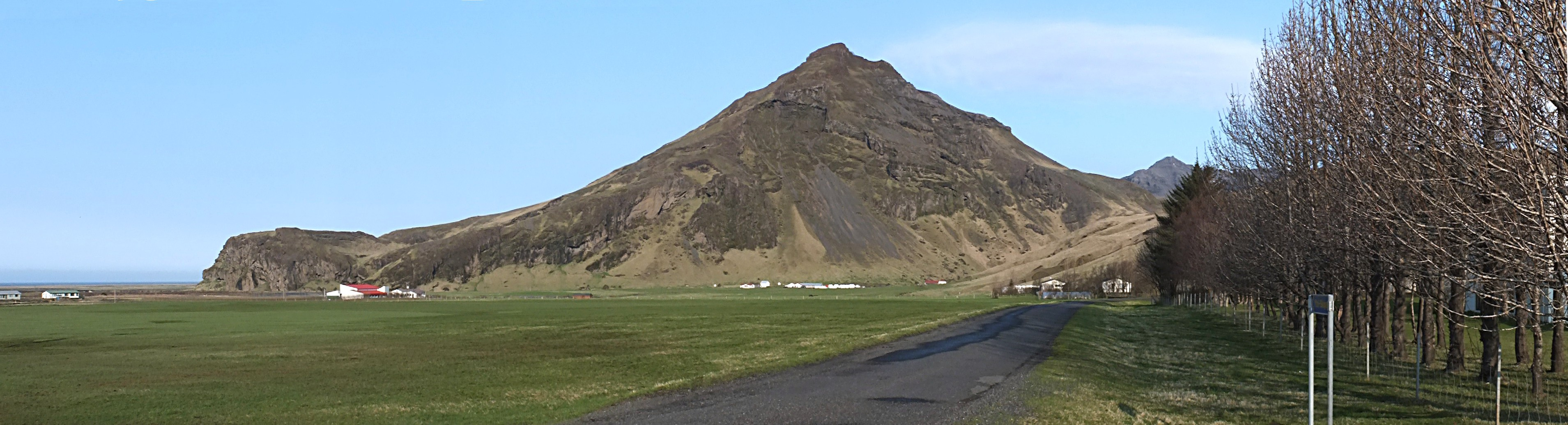
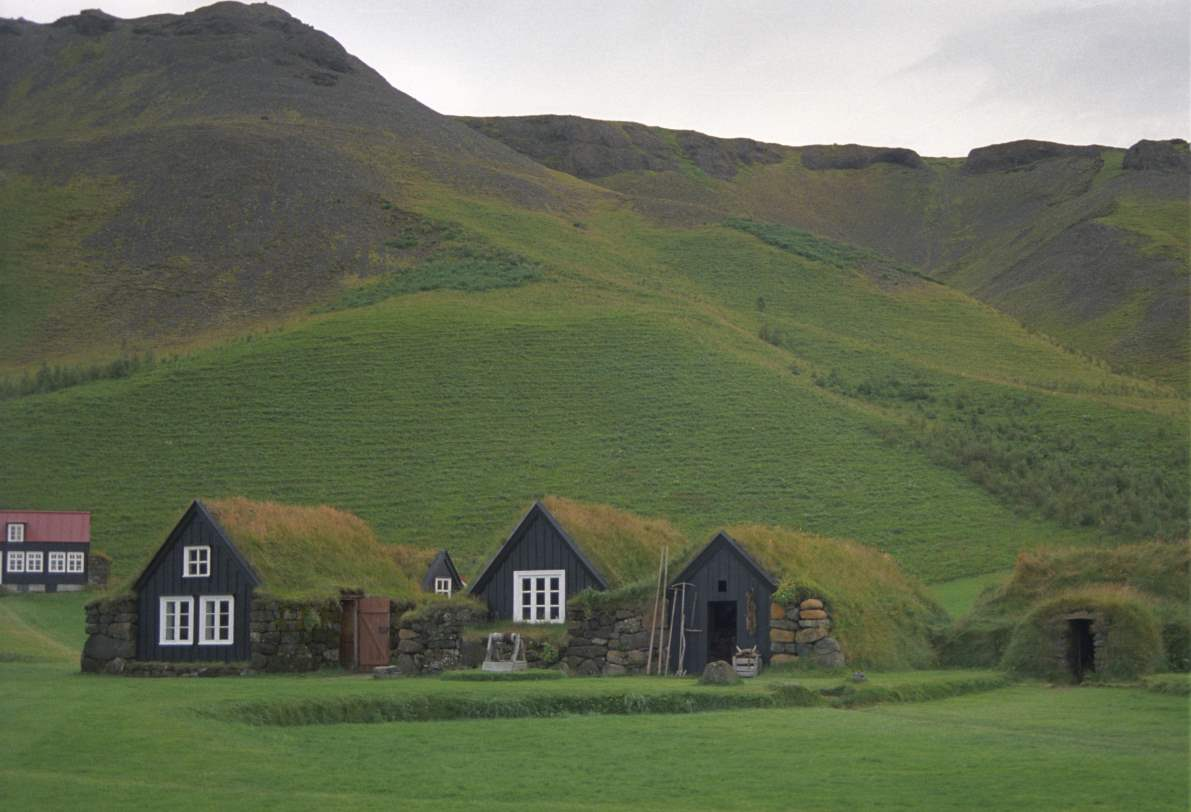
Skógar museum
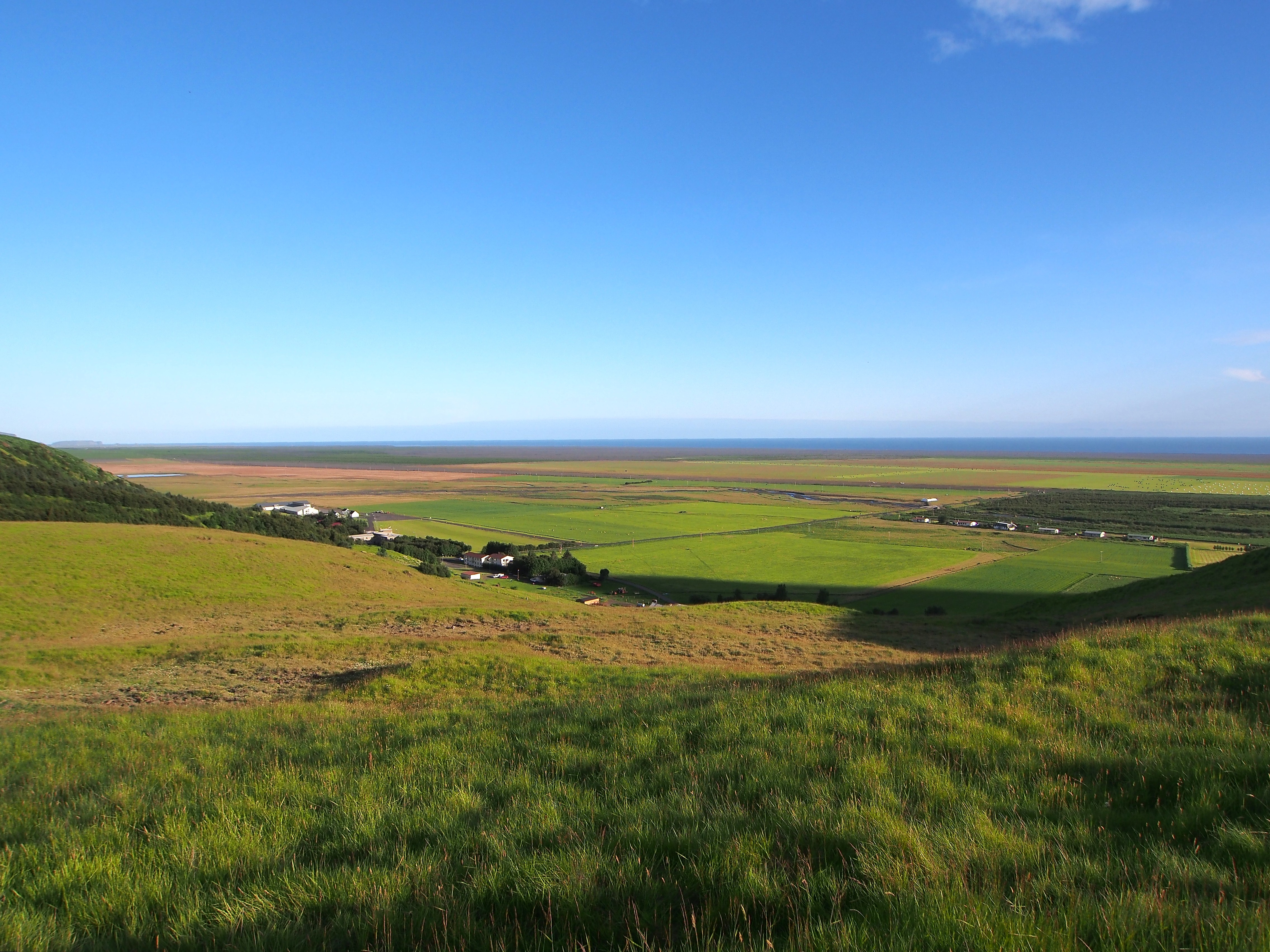
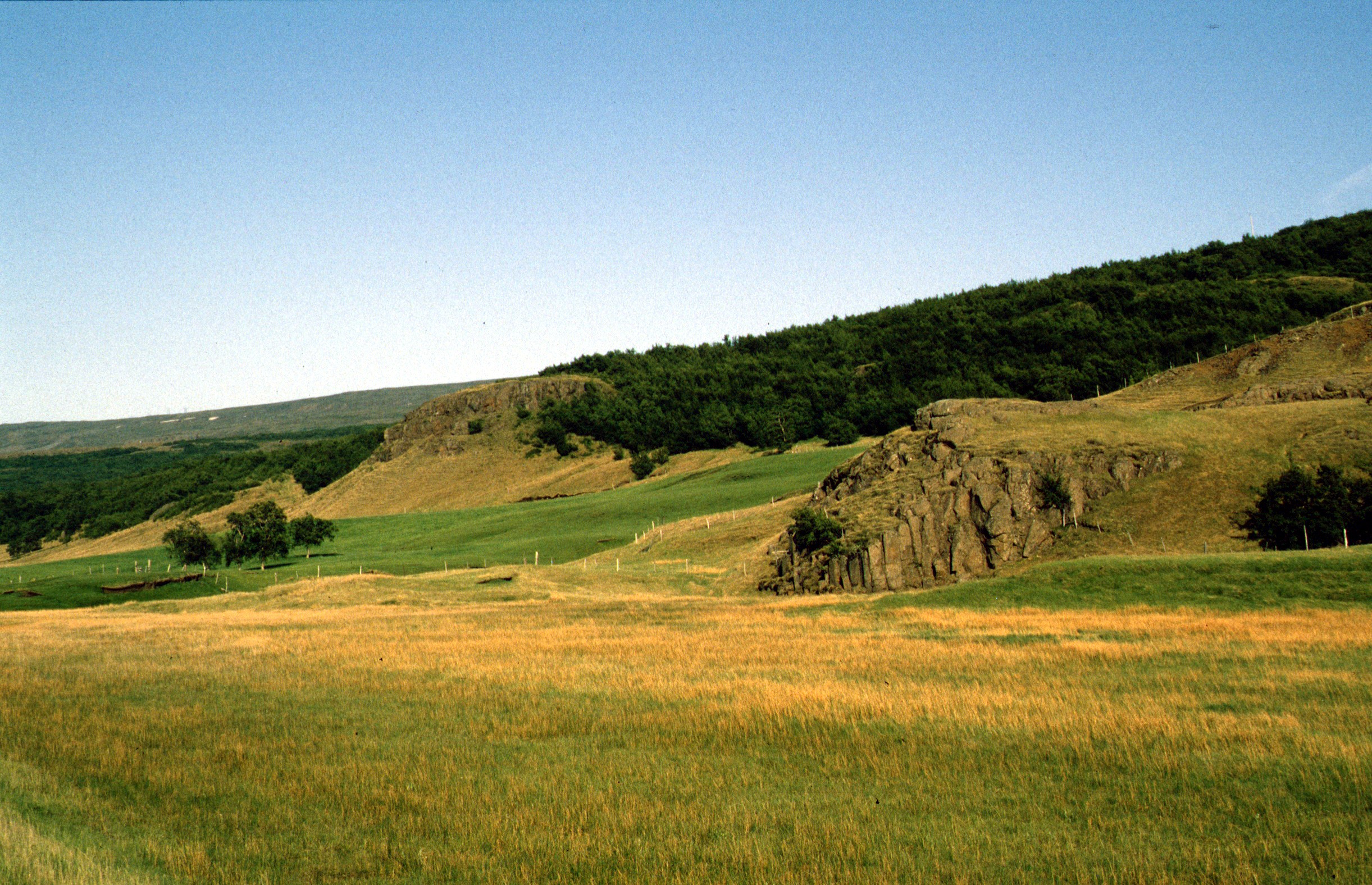